# 652 TCN
652 TCN là một năm trong lịch La Mã.